# Хосе Луїс Алонсо
Хосе Луїс Алонсо Ара (ісп. José Luis Alonso Ara; нар. 23 березня 1976, м. Хака, Іспанія) — іспанський хокеїст, воротар.
Виступав за команду ХК «Хака» в Іспанській Суперлізі.
У складі національної збірної Іспанії учасник чемпіонатів світу 1999 (група D), 2000 (група C), 2001 (дивізіон II), 2002 (дивізіон II), 2003 (дивізіон II), 2004 (дивізіон II), 2005 (дивізіон II), 2006 (дивізіон II), 2007 (дивізіон II), 2008 (дивізіон II), 2009 (дивізіон II) і 2010 (дивізіон II). У складі молодіжної збірної Іспанії учасник чемпіонату світу 1993 (група C), 1994 (група C) і 1995 (група C). У складі юніорської збірної Іспанії учасник чемпіонатів Європи 1991 (група B), 1992 (група B), 1993 (група B) і 1994 (група B).
Чемпіон Іспанії (2001, 2003, 2004, 2005, 2010). Володар Кубка Короля (2001, 2002, 2003, 2006)